# Superserien 2020
La Superserien 2020 è la 36ª edizione del campionato di football americano di primo livello, organizzato dalla SAFF.
Il 17 marzo è stato annunciato il rinvio dell'inizio del campionato a causa della pandemia di COVID-19 del 2019-2021.

## Squadre partecipanti
| Club                    | Città     | Stadio | Sponsor ufficiale | Risultato nella stagione 2019 |
| ----------------------- | --------- | ------ | ----------------- | ----------------------------- |
| Carlstad Crusaders      | Karlstad  |        |                   |                               |
| Örebro Black Knights    | Örebro    |        |                   |                               |
| Stockholm Mean Machines | Stoccolma |        |                   |                               |
| Uppsala 86ers           | Uppsala   |        |                   |                               |

## Stagione regolare

### Calendario

#### Organizzazione pre-pandemia

##### 1ª giornata
| 4 aprile 2020 | Stockholm Mean Machines | – | Örebro Black Knights |  |

##### 2ª giornata
| 11 aprile 2020 | Uppsala 86ers | – | Carlstad Crusaders |  |

| 11 aprile 2020 | Örebro Black Knights | – | Stockholm Mean Machines |  |

##### 3ª giornata
| 18 aprile 2020 | Stockholm Mean Machines | – | Carlstad Crusaders |  |

| 18 aprile 2020 | Örebro Black Knights | – | Uppsala 86ers |  |

##### 4ª giornata
| 25 aprile 2020 | Carlstad Crusaders | – | Uppsala 86ers |  |

##### 5ª giornata
| 2 maggio 2020 | Stockholm Mean Machines | – | Uppsala 86ers |  |

| 2 maggio 2020 | Carlstad Crusaders | – | Örebro Black Knights |  |

##### 6ª giornata
| 9 maggio 2020 | Uppsala 86ers | – | Örebro Black Knights |  |

##### 7ª giornata
| 16 maggio 2020 | Örebro Black Knights | – | Carlstad Crusaders |  |

| 16 maggio 2020 | Uppsala 86ers | – | Stockholm Mean Machines |  |

##### 8ª giornata
| 23 maggio 2020 | Carlstad Crusaders | – | Uppsala 86ers |  |

| 23 maggio 2020 | Örebro Black Knights | – | Stockholm Mean Machines |  |

##### 9ª giornata
| 30 maggio 2020 | Stockholm Mean Machines | – | Carlstad Crusaders |  |

##### 10ª giornata
| 6 giugno 2020 | Carlstad Crusaders | – | Örebro Black Knights |  |

| 6 giugno 2020 | Stockholm Mean Machines | – | Uppsala 86ers |  |

##### 11ª giornata
| 13 giugno 2020 | Carlstad Crusaders | – | Stockholm Mean Machines |  |

| 13 giugno 2020 | Uppsala 86ers | – | Örebro Black Knights |  |

##### 12ª giornata
| 20 giugno 2020 | Stockholm Mean Machines | – | Uppsala 86ers |  |

#### Organizzazione post-pandemia

##### 1ª giornata
| Örebro 22 agosto 2020, ore 14:00 | Örebro Black Knights | 21 – 7 (6-7 12-0 3-0 0-0) referto | Uppsala 86ers | Behrn Arena (50 spett.)\| Arbitro: \| B. Westerbjork \| |
| Arbitro:                         | B. Westerbjork       |                                   |               |                                                         |

| Stoccolma 22 agosto 2020, ore 15:00 | Stockholm Mean Machines | 18 – 12 (0-0 12-0 0-0 6-12) referto | Carlstad Crusaders | Ostermalms IP (50 spett.) |

##### 2ª giornata
| Uppsala 28 agosto 2020, ore 18:30 | Uppsala 86ers | 0 – 41 (0-7 0-14 0-7 0-13) referto | Stockholm Mean Machines | Lötens IP (50 spett.)\| Arbitro: \| Hellgren \| |
| Arbitro:                          | Hellgren      |                                    |                         |                                                 |

| Karlstad 29 agosto 2020, ore 17:00 | Carlstad Crusaders | 14 – 6 (7-0 0-6 0-0 7-0) referto | Örebro Black Knights | Tingvalla IP (50 spett.) |

##### 3ª giornata
| Uppsala 4 settembre 2020, ore 18:30 | Uppsala 86ers | 0 – 20 (0-7 0-6 0-7 0-0) referto | Carlstad Crusaders | Lötens IP (50 spett.)\| Arbitro: \| Hellgren \| |
| Arbitro:                            | Hellgren      |                                  |                    |                                                 |

| Örebro 5 settembre 2020, ore 15:30 | Örebro Black Knights | 7 – 43 (0-7 7-17 0-6 0-13) referto | Stockholm Mean Machines | Behrn Arena (50 spett.)\| Arbitro: \| Hellgren \| |
| Arbitro:                           | Hellgren             |                                    |                         |                                                   |

##### 4ª giornata
| Karlstad 11 settembre 2020, ore 19:00 | Carlstad Crusaders | 42 – 6 (9-6 13-0 13-0 7-0) referto | Uppsala 86ers | Tingvalla IP |

| Stoccolma 12 settembre 2020, ore 15:00 | Stockholm Mean Machines | 38 – 22 (7-10 10-0 13-0 8-12) referto | Örebro Black Knights | Ostermalms IP (50 spett.) |

##### 5ª giornata
| Stoccolma 19 settembre 2020, ore 15:00 | Stockholm Mean Machines | 34 – 14 (14-0 7-7 0-0 13-7) referto | Uppsala 86ers | Ostermalms IP (50 spett.) |

| Örebro 19 settembre 2020, ore 15:30 | Örebro Black Knights | 20 – 13 (0-0 10-0 7-7 3-6) referto | Carlstad Crusaders | Behrn Arena (50 spett.)\| Arbitro: \| B. Westerbjork \| |
| Arbitro:                            | B. Westerbjork       |                                    |                    |                                                         |

##### 6ª giornata
| Karlstad 26 settembre 2020, ore 15:00 | Carlstad Crusaders | 20 – 0 (0-0 6-0 0-0 14-0) referto | Stockholm Mean Machines | Tingvalla IP (50 spett.) |

| Uppsala 26 settembre 2020 | Uppsala 86ers | 7 – 13 (0-7 0-6 0-0 7-0) referto | Örebro Black Knights | Lötens IP (50 spett.)\| Arbitro: \| Mandoki \| |
| Arbitro:                  | Mandoki       |                                  |                      |                                                |

### Classifica
La classifica della regular season è la seguente:
- PCT = percentuale di vittorie, G = partite giocate, V = partite vinte,  P = partite perse, PF = punti fatti, PS = punti subiti

| Pos. | Squadra                 | PCT  | G | V | N | P | PF  | PS  |
| ---- | ----------------------- | ---- | - | - | - | - | --- | --- |
| 1    | Stockholm Mean Machines | .833 | 6 | 5 | 0 | 1 | 174 | 75  |
| 2    | Carlstad Crusaders      | .667 | 6 | 4 | 0 | 2 | 121 | 50  |
| 3    | Örebro Black Knights    | .500 | 6 | 3 | 0 | 3 | 89  | 122 |
| 4    | Uppsala 86ers           | .000 | 6 | 0 | 0 | 6 | 34  | 171 |

## Playoff

### Tabellone
|  | Semifinali | Semifinali              | Semifinali |                    |    | XXXV SM-Finalen         | XXXV SM-Finalen | XXXV SM-Finalen |  |
|  |            |                         |            |                    |    |                         |                 |                 |  |
|  | 1          | Stockholm Mean Machines | 41         |                    |    |                         |                 |                 |  |
|  | 1          | Stockholm Mean Machines | 41         |                    |    |                         |                 |                 |  |
|  | 4          | Uppsala 86ers           | 6          |                    |    |                         |                 |                 |  |
|  | 4          | Uppsala 86ers           | 6          |                    | 1  | Stockholm Mean Machines | 12              |                 |  |
|  |            |                         |            |                    | 1  | Stockholm Mean Machines | 12              |                 |  |
|  |            |                         | 2          | Carlstad Crusaders | 14 |                         |                 |                 |  |
|  | 2          | Carlstad Crusaders      | 2          | Carlstad Crusaders | 14 | 13                      |                 |                 |  |
|  | 2          | Carlstad Crusaders      |            |                    |    |                         |                 |                 |  |
|  | 3          | Örebro Black Knights    | 7          |                    |    |                         |                 |                 |  |

### Semifinali
| 10 ottobre 2020 | Stockholm Mean Machines | 41 – 6 | Uppsala 86ers |  |

| 11 ottobre 2020 | Carlstad Crusaders | 13 – 7 | Örebro Black Knights |  |

### XXXV SM-Finalen
| Karlstad 24 ottobre 2020, ore 15:00 | Stockholm Mean Machines | 12 – 14 | Carlstad Crusaders | Tingvalla IP |

## Verdetti
- Carlstad Crusaders Campioni della Svezia 2020 (9º titolo)

## Marcatori
Classifica aggiornata alla 6ª giornata.
| Giocatore       | Sq.                     | TD rush | TD recv | TD int | TD p.ret | TD k.ret | TD oth | Xp1 | Xp2 | FG | Saf | Totale |
| --------------- | ----------------------- | ------- | ------- | ------ | -------- | -------- | ------ | --- | --- | -- | --- | ------ |
| Taborda         | Stockholm Mean Machines | 0       | 5       | 0      | 0        | 0        | 0      | 0   | 0   | 0  | 0   | 30     |
| Börzsei         | Carlstad Crusaders      | 0       | 5       | 0      | 0        | 0        | 0      | 0   | 0   | 0  | 0   | 30     |
| Gavelin-Miranda | Stockholm Mean Machines | 0       | 1       | 0      | 0        | 0        | 0      | 16  | 0   | 2  | 0   | 28     |
| 3 giocatori     | 24                      |         |         |        |          |          |        |     |     |    |     |        |
| 3 giocatori     | 18                      |         |         |        |          |          |        |     |     |    |     |        |
| J. Cafferky jr. | Örebro Black Knights    | 0       | 0       | 0      | 0        | 0        | 0      | 5   | 0   | 4  | 0   | 17     |
| 6 giocatori     | 12                      |         |         |        |          |          |        |     |     |    |     |        |
| D. Nyhlen       | Carlstad Crusaders      | 0       | 1       | 0      | 0        | 0        | 0      | 3   | 0   | 0  | 0   | 9      |
| Segerfeldt      | Carlstad Crusaders      | 0       | 0       | 0      | 0        | 0        | 0      | 8   | 0   | 0  | 0   | 8      |
| 15 giocatori    | 6                       |         |         |        |          |          |        |     |     |    |     |        |
| A. Zisopoulus   | Uppsala 86ers           | 0       | 0       | 0      | 0        | 0        | 0      | 4   | 0   | 0  | 0   | 4      |
| Team            | Carlstad Crusaders      | 0       | 0       | 0      | 0        | 0        | 0      | 0   | 0   | 0  | 1   | 2      |

- Miglior marcatore della stagione regolare: E. Almeida ( Stockholm Mean Machines) e K. Borzei ( Carlstad Crusaders), 30

## Passer rating
Classifica aggiornata alla 6ª giornata.

La classifica tiene in considerazione soltanto i quarterback con almeno 10 lanci effettuati.
| Giocatore     | Sq.                     | G | Att | Comp | Int | Yds | TD | NFL   | NCAA   |
| ------------- | ----------------------- | - | --- | ---- | --- | --- | -- | ----- | ------ |
| Morovick      | Stockholm Mean Machines | 4 | 114 | 69   | 2   | 771 | 9  | 99,71 | 139,88 |
| Weinreich     | Stockholm Mean Machines | 3 | 63  | 31   | 2   | 406 | 7  | 93,75 | 133,66 |
| D. Farley     | Carlstad Crusaders      | 5 | 124 | 74   | 2   | 787 | 7  | 90,36 | 128,39 |
| O. Hesselgren | Uppsala 86ers           | 1 | 11  | 5    | 0   | 58  | 1  | 92,23 | 119,75 |
| C. Ekberg     | Uppsala 86ers           | 2 | 64  | 34   | 1   | 331 | 2  | 71,81 | 103.76 |
| Sisson        | Örebro Black Knights    | 5 | 109 | 51   | 3   | 516 | 6  | 67,68 | 99,21  |
| G. Bowall     | Uppsala 86ers           | 2 | 20  | 11   | 1   | 114 | 0  | 50,83 | 92,88  |
| A. Ragnsjo    | Carlstad Crusaders      | 2 | 48  | 19   | 3   | 164 | 3  | 44,10 | 76,41  |
| C. Dessezar   | Uppsala 86ers           | 1 | 35  | 14   | 1   | 130 | 0  | 38,99 | 65,49  |
| D. Agbabiaka  | Örebro Black Knights    | 5 | 28  | 8    | 3   | 69  | 1  | 11,90 | 39,63  |
| O. Nevermann  | Uppsala 86ers           | 2 | 12  | 2    | 0   | 12  | 0  | 39,58 | 25,07  |

- Miglior QB della stagione regolare: Morovick ( Stockholm Mean Machines), 139,88